# Corbin Bernsen
Corbin Dean Bernsen (Los Angeles, 7 settembre 1954) è un attore, regista e produttore cinematografico statunitense, noto principalmente al pubblico per i ruoli dell'avvocato Arnold Becker nel legal drama NBC L.A. Law - Avvocati a Los Angeles, del dottor Alan Feinstone nei film horror The Dentist e The Dentist 2, del giocatore di baseball in declino Roger Dorn in Major League - La squadra più scassata della lega e relativi sequel, e del detective pensionato Henry Spencer nella drammedia poliziesca USA Network Psych.
È stato inoltre una guest star ricorrente della soap opera ABC General Hospital e della serie CBS JAG - Avvocati in divisa.

## Biografia

### Primi anni
Nato nel sobborgo di North Hollywood in California, Bernsen è figlio del produttore televisivo Harry Bernsen Jr. e la madre l'attrice Jeanne Cooper, nota per Febbre d'amore. Ha un fratello minore, Collin (1958), ed una sorella minore, Caren (1960), anch'essi attori. Il cognome originale della sua famiglia era "Bernstein" ed ha origini tedesche ed ebraiche da parte di padre, e britanniche, scozzesi, gallesi e francesi da parte di madre.
Diplomatosi alla Beverly Hills High School nel 1972, giocandovi anche nella squadra di football; Bernsen frequenta in seguito la University of California a Los Angeles, dove ottiene un Bachelor of Arts ed un Master of Fine Arts.
Ha ricevuto lezioni di teatro da Richard Dysart e di Jeet Kune Do da Bruce Lee.

### Carriera

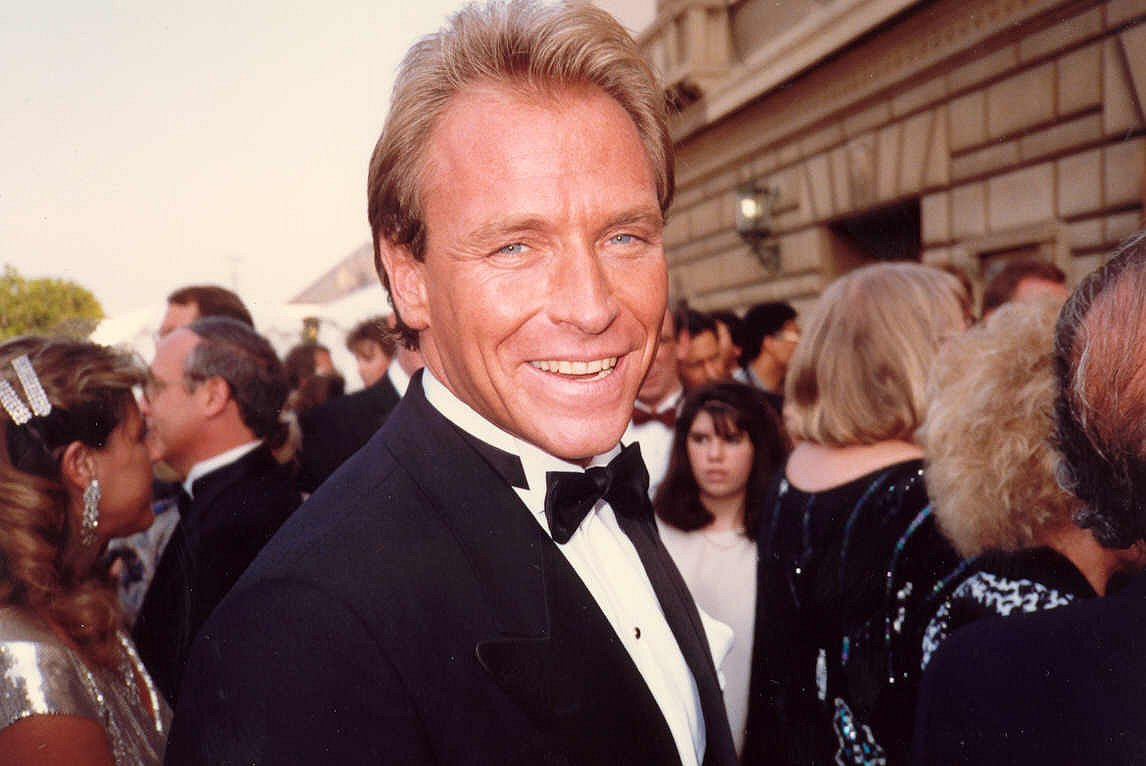
Corbin Bernsen ai Premi Emmy del 1987.

Iniziata la sua carriera da attore nel 1983, Bernsen prende parte per due anni alla soap opera I Ryan come guest star finché viene scritturato per la parte dell'avvocato Arnold "Arnie" Becker nella nuova serie televisiva di Steven Bochco: L.A. Law - Avvocati a Los Angeles, che debutta il 15 settembre 1986. La serie riscuote un notevole successo e fa da trampolino di lancio per la carriera di Bernsen, che, per la sua performance, riceve numerose candidature all'Emmy Award ed al Golden Globe, appare su svariate riviste e compare come ospite in Seinfeld e The Larry Sanders Show. Bernsen è uno dei pochi attori ad essere rimasto nel cast di Avvocati a Los Angeles per tutta la durata dello show, conclusosi nel 1994.
È apparso al fianco dell'attore britannico Bruce Payne i film Scacco all'organizzazione e Aurora: operation intercept. Inoltre ha interpretato il malefico dottor Alan Feinstone, contemporaneamente antagonista e protagonista dei film horror The Dentist e The Dentist 2. Nel 1989 interpreta il giocatore di baseball decaduto Roger Dorn in Major League - La squadra più scassata della lega; l'attore riprende poi il ruolo nei sequel del film: Major League - La rivincita, del 1994, e Major League: Back to the Minors, del 1998.
Parallelamente riveste il ruolo di John Durant in General Hospital dal settembre 2004 fino all'omicidio del personaggio nel maggio 2006.

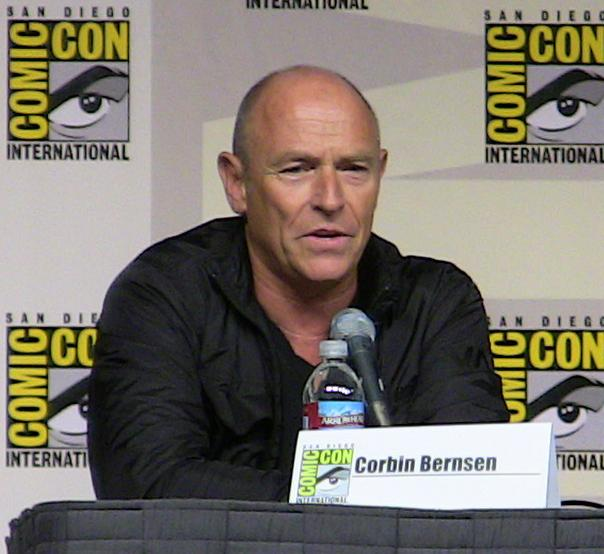
Corbin Bernsen nel 2009.

Negli anni successivi Bernsen ha preso parte alla sitcom Cuts nel ruolo di Jack Sherwood, è comparso due volte ne La talpa, ha impersonato un avvocato in Boston Legal, un'entità aliena in Star Trek: The Next Generation, il ruolo ricorrente del giudice militare capitano Owen Sebring anche alla serie JAG - Avvocati in divisa e il senatore repubblicano Henry Shallick in West Wing - Tutti gli uomini del Presidente.
Nel 2005 fonda la propria casa di produzione cinematografica indipendente a fandom, la Public Media Works, con la quale dirige ed interpreta Carpool Guy, rivolto a un target di fan delle soap, e l'horror Dead Air.
Dal 2006 al 2014 recita nella drammedia USA Network Psych nel ruolo di Henry Spencer, detective in pensione e padre del protagonista, il finto sensitivo Shawn Spencer, interpretato da James Roday.
Nel 2010, assieme a James Greilick fonda un'altra casa di produzione: la Team Cherokee Productions, con la quale dirige ed interpreta Rust - Ruggine, film drammatico incentrato su un ministro ritornato al suo paese natio, Fede e coraggio, pellicola incentrata sul Soap Box Rally e Three Strikes, You're Dead, commedia su baseball e zombie.
Compare nel video musicale del singolo "Howlin' for You" dei The Black Keys.

## Vita privata

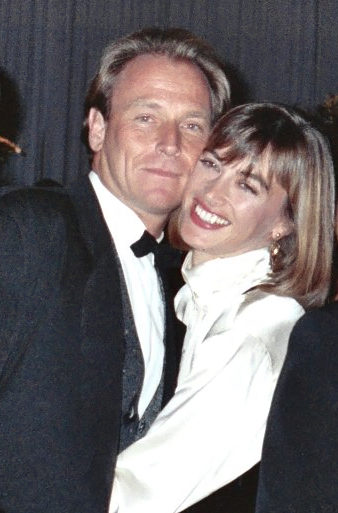
Corbin Bernsen e la moglie Amanda Pays.

Bernsen è stato sposato con l'attrice Brenda Cooper dal 1983 al 1987. Successivamente al divorzio ha conosciuto l'attrice Amanda Pays, che ha sposato il 19 novembre 1988. La coppia ha avuto quattro figli: Oliver (1989), i gemelli Angus e Henry (1992), e Finley (1998).
L'attore è inoltre noto per possedere una delle più grandi collezioni di globi di neve del mondo. In un'intervista del 2013 nel programma TV di Marie Osmond, Bernsen ha dichiarato che la sua collezione è costituita da oltre 8 000 palle di vetro. Nel giugno 2006 il blogger Kyle MacDonald ha ottenuto un ruolo in un film prodotto da Bernsen proprio per essere riuscito a procurargli una sfera di neve dei Kiss.

## Filmografia

### Attore

#### Cinema
- Miliardario... ma bagnino (Clambake), regia di Arthur H. Nadel (1967)
- Dinamite agguato pistola (Three the Hard Way), regia di Gordon Parks Jr. (1974)
- Eat My Dust, regia di Charles B. Griffith (1976)
- King Kong, regia di John Guillermin (1976)
- Bentornato fantasma (Hello Again), regia di Frank Perry (1987)
- Dead Aim, regia di William Vanderkloot (1987)
- Doubletake, regia di Jud Taylor (1987)
- Bert Rigby, You're a Fool, regia di Carl Reiner (1989)
- Major League - La squadra più scassata della lega (Major League), regia di David S. Ward (1989)
- Crimine disorganizzato (Disorganized Crime), regia di Jim Kouf (1989)
- Prova schiacciante (Shattered), regia di Wolfgang Petersen (1991)
- La banca del seme più pazza del mondo (Frozen Assets), regia di George T. Miller (1992)
- Killing Box (Grey Knight), regia di George Hickenlooper (1993)
- Fatal Inheritance, regia di Gabrielle Beaumont (1993)
- Final Mission, regia di Lee Redmond (1994)
- Major League - La rivincita, regia di David S. Ward (1994)
- Trigger Fast, regia di David Lister (1994)
- The Soft Kill, regia di Eli Cohen (1994)
- A Brilliant Disguise, regia di Nick Vallelonga (1994)
- Guns of Honor, regia di Peter Edwards (1994)
- Savage Land, regia di Dean Hamilton (1994)
- New age - Nuove tendenze (New Age), regia di Michael Tolkin (1994)
- Un killer per tre voci (Voices from Within), regia di Eric Till (1994)
- Benvenuti a Radioland (Radioland Murders), regia di Mel Smith (1994)
- Someone to Die For, regia di Clay Borris (1995)
- In fuga dal nemico (Dangerous Intentions), regia di Michael Toshiyuki Uno (1995)
- Cover Me, regia di Michael Schroeder (1995)
- Aurora: operation intercept, regia di Paul Levine (1995)
- Tales from the Hood, regia di Rusty Cundieff (1995)
- Baja, regia di Kurt Voß (1995)
- Temptress, regia di Lawrence Lanoff (1995)
- La grande promessa (The Great White Hype), regia di Reginald Hudlin (1996)
- Scacco all'organizzazione (Kounterfeit), regia di John Mallory Asher (1996)
- The Dentist, regia di Brian Yuzna (1996)
- An American Affair, regia di Sebastian Shah (1997)
- Menno's Mind, regia di Jon Kroll (1997)
- Spacejacked, regia di Jeremiah Cullinane (1997)
- Ar. Il segreto della miniera (The Fairy King of Ar), regia di Paul Matthews (1998)
- Major League - La grande sfida, regia di John Warren (1998)
- The Dentist 2, regia di Brian Yuzna (1998)
- Le disavventure di Margaret (The Misadventures of Margaret), regia di Brian Skeet (1998)
- Il bacio di uno sconosciuto (Kiss of a Stranger), regia di Sam Irvin (1999)
- The Unbelievables, regia di Ed Solomon (1999)
- A Place Apart, regia di Michael McLeod (1999)
- Rubbernecking, regia di Sean Kinney e Ross H. Martin (2000)
- Delicate Instruments, regia di Susan Bishop (2000)
- Borderline Normal, regia di Jeff Beesley (2001)
- Apocalypse IV: Judgment, regia di Andre Van Heerden (2001)
- Final Payback, regia di Art Camacho (2001)
- Killer Instinct, regia di Ken Barbet (2001)
- The Tomorrow Man, regia di Doug Campbell (2001)
- Raptor, regia di Jim Wynorski (2001)
- Bats - Mostriciattoli (Fangs), regia di Kelly Sandefur (2001)
- Dead Above Ground, regia di Chuck Bowman (2002)
- I Saw Mommy Kissing Santa Claus, regia di John Shepphird (2002)
- Beings (The Fairy King of Ar), regia di Paul Matthews (2002)
- The Commission, regia di Mark Sobel (2003)
- The Company You Keep, regia di Konstandino Kalarytis (2003)
- Death and Texas, regia di Kevin DiNovis (2004)
- The List, regia di Patricia K. Meyer – cortometraggio (2004)
- Shark Invasion (Raging Sharks), regia di Danny Lerner (2005)
- Kiss Kiss Bang Bang, regia di Shane Black (2005)
- Carpool Guy, regia di Corbin Bernsen (2005)
- Submission, regia di Jay Miracle (2006)
- The Naked Apes, regia di Daniel Mellitz (2006)
- Paid, regia di Laurence Lamers (2006)
- Last Sunset, regia di Michael Valverde (2006)
- Pirate Camp, regia di Michael Kastenbaum (2007)
- House of Fallen, regia di Robert Stephens (2008)
- Donna on Demand, regia di Corbin Bernsen (2009)
- Trapped, regia di Ron Hankison e Gavin Rapp (2009)
- Dead Air, regia di Corbin Bernsen (2009)
- Rust - Ruggine (Rust), regia di Corbin Bernsen (2010)
- Closets, regia di Charles Peterson (2010)
- Across the Line: The Exodus of Charlie Wright, regia di R. Ellis Frazier (2010)
- Fede e coraggio (25 Hill), regia di Corbin Bernsen (2011)
- Suing the Devil, regia di Timothy A. Chey (2011)
- Un anno da leoni (The Big Year), regia di David Frankel (2011)
- The Ascension, regia di Robert Stock (2011)
- Calendar Girl, regia di Derek Lindeman (2011)
- Pizza Man, regia di Joe Eckardt (2011)
- Una ragazza a Las Vegas (Lay the Favorite), regia di Stephen Frears (2012)
- Chi vuole mia figlia? (Stolen Child), regia di Michael Feifer (2012)
- 3 Day Test, regia di Corbin Bernsen (2012)
- Lizzie, regia di David Dunn Jr. (2013)
- Beyond the Heavens, regia di Corbin Bernsen (2013)
- Gordon Family Tree, regia di Marc Hampson (2013)
- Born to Race: Fast Track, regia di Alex Ranarivelo (2014)
- Christian Mingle, regia di Corbin Bernsen (2014)
- On the Wing, regia di Jerry Casagrande, Dan DeLuca (2015)
- Ti odio, anzi no ti amo (The Hating Game), regia di Peter Hutchings (2021)

#### Televisione
- Angeli volanti (Flying High) – serie TV, episodio 1x17 (1979)
- Una famiglia americana (The Waltons) – serie TV, episodio 8x23 (1980)
- I Ryan (Ryan's Hope) – serie TV, 5 episodi (1984–1985)
- L.A. Law - Avvocati a Los Angeles (L.A. Law) – serie TV, 171 episodi (1986-1994)
- Matlock – serie TV, episodio 2x08 (1987)
- Mickey's 60th Birthday, regia di Scott Garen – film TV (1987)
- Oltre il ricordo (Breaking Point), regia di Peter Markle – film TV (1989)
- Star Trek: The Next Generation – serie TV, episodio 3x13 (1990)
- Caro John (Dear John) – serie TV, episodio 3x07 (1990)
- Cose dell'altro mondo (Out of This World) – serie TV, episodio 4x17 (1991)
- Line of Fire: The Morris Dees Story, regia di John Korty – film TV (1991)
- L'oro dei Blake (Dead on the Money), regia di Mark Cullingham – film TV (1991)
- I moschettieri del 2000 (Ring of the Musketeers), regia di John Paragon – film TV (1992)
- Un amore di fantasma (Love Can Be Murder), regia di Jack Bender – film TV (1992)
- Grass Roots, regia di Jerry London – film TV (1992)
- Seinfeld – serie TV, episodio 4x01 (1992)
- Roc – serie TV, episodio 2x17 (1993)
- Beyond Suspicion, regia di William A. Graham – film TV (1993)
- La tata (The Nanny) – serie TV, episodio 2x09 (1994)
- I Know My Son Is Alive, regia di Bill Corcoran – film TV (1994)
- Where Are My Children?, regia di George Kaczender – film TV (1994)
- Tails You Live, Heads You're Dead, regia di Tim Matheson – film TV(1995)
- A Whole New Ballgame – serie TV, 7 episodi (1995)
- L'ispettore Tibbs (In the Heat of the Night) – serie TV, episodio 8x03 (1995)
- Murderous Intent, regia di Gregory Goodell – film TV (1995)
- The Cape – serie TV, 17 episodi (1996-1997)
- Morte sottozero (Murder on the Iditarod Trail), regia di Paul Schneider – film TV (1996)
- Bloodhounds, regia di Michael Katleman – film TV (1996)
- Circuito mortale (Inhumanoid), regia di Victoria Muspratt – film TV (1996)
- Best seller di sangue (Bloodhounds II), regia di Stuart Cooper – film TV (1996)
- Full Circle, regia di Bethany Rooney – film TV (1996)
- Il tocco di un angelo (Touched by an Angel) – serie TV, episodio 3x18 (1997)
- Onda assassina (Tidal Wave: No Escape), regia di George Miller – film TV (1997)
- Renegade – serie TV, 2 episodi (1998)
- Loyal Opposition: Terror in the White House, regia di Joan Van Ark – film TV (1998)
- Riddler's Moon, regia di Don McBrearty – film TV (1998)
- Recipe for Revenge, regia di Stacey Stewart Curtis – film TV (1998)
- Young Hearts Unlimited, regia di Don E. FauntLeRoy – film TV (1998)
- Two of Hearts, regia di Harvey Frost – film TV (1999)
- Tracey Takes On... – serie TV, episodio 4x01 (1999)
- Settimo cielo (7th Heaven) – serie TV, episodio 3x17 (1999)
- Due volte nella vita (Twice in a Lifetime) – serie TV, episodio 1x02 (1999)
- Nash Bridges – serie TV, episodio 5x02 (1999)
- JAG - Avvocati in divisa (JAG) – serie TV, 8 episodi (1999-2004)
- Battery Park – serie TV, episodio 1x05 (2000)
- Oltre i limiti (The Outer Limits) – serie TV, episodio 6x14 (2000)
- Son of the Beach – serie TV, episodio 1x08 (2000)
- Beggars and Choosers – serie TV, episodio 2x12 (2000)
- Prima o poi divorzio! (Yes, Dear) – serie TV, episodio 1x09 (2000)
- Baywatch – serie TV, episodio 11x10 (2000)
- West Wing - Tutti gli uomini del Presidente (The West Wing) – serie TV, 2 episodi (2001)
- V.I.P. – serie TV, episodio 3x15 (2001)
- Jack & Jill – serie TV, 2 episodi (2001)
- Citizen Baines – serie TV, episodio 1x04 (2001)
- Tenero Ben (Gentle Ben), regia di David S. Cass Sr. – film TV (2002)
- L.A. Law: The Movie, regia di Michael Schultz – film TV (2002)
- Twister 2 (Atomic Twister), regia di Bill Corcoran – film TV (2002)
- The Santa Trap, regia di John Shepphird – film TV (2002)
- Gentle Ben 2: Danger on the Mountain, regia di David S. Cass Sr. – film TV (2003)
- L'amore arriva dolcemente (Love Comes Softly), regia di Michael Landon Jr. – film TV (2003)
- Miss Match – serie TV, episodio 1x15 (2003)
- Dragnet (L.A. Dragnet) – serie TV, episodio 1x03 (2003)
- Squadra emergenza (Third Watch) – serie TV, episodio 6x10 (2004)
- NYPD - New York Police Department (NYPD Blue) – serie TV, episodio 12x12 (2004)
- Febbre d'amore (The Young and the Restless) – serie TV, 16 episodi (2004-2014)
- Call Me: The Rise and Fall of Heidi Fleiss, regia di Charles McDougall – film TV (2004)
- Quiet Kill, regia di Mark Jones – film TV (2004)
- Presenze Invisibili - They Are Among Us (They Are Among Us), regia di Jeffrey Obrow – film TV (2004)
- General Hospital – serie TV, 5 episodi (2004-2006)
- Ordinary Miracles, regia di Michael Switzer – film TV (2005)
- Palmetto Pointe – serie TV, episodio 1x04 (2005)
- Law & Order: Criminal Intent – serie TV, episodio 5x03 (2005)
- Cuts – serie TV, 12 episodi (2005-2006)
- Boston Legal – serie TV, episodio 2x17 (2006)
- Psych – serie TV, 111 episodi (2006-2014)
- Masters of Horror – serie TV, episodio 2x09 (2007)
- Depth Charge, regia di Terrence O'Hara – film TV (2008)
- Vipers, regia di Bill Corcoran – film TV (2008)
- Confessions of a Go-Go Girl, regia di Chelsea Hobbs – film TV (2008)
- For the Love of Grace, regia di Craig Pryce – film TV (2008)
- La complicata vita di Christine (The New Adventures of Old Christine) – serie TV, episodio 5X04 (2009)
- Castle – serie TV, episodio 3x18 (2011)
- Criminal Minds – serie TV, episodio 6x15 (2011)
- Switched at Birth - Al posto tuo (Switched at Birth) – serie TV, episodio 1x22 (2012)
- The Glades – serie TV, 4 episodi (2013)
- Psych: il musical (Psych: The Musical), regia di Steve Franks – film TV (2013)
- Hawaii Five-0 – serie TV, episodio 4x06 (2014)
- Motive – serie TV, episodio 2x04 (2014)
- Un amore di collega (It Had to Be You), regia di Bradford May – film TV (2015)
- Grace and Frankie – serie TV, 1 episodio (2015)
- Ballando per amore (A Time to Dance), regia di Mike Rohl – film TV (2016)
- L'amore è complicato (Love's Complicated), regia di Jerry Ciccoritti – film TV (2016)
- Powerless – serie TV, 1 episodio (2017)
- American Gods – serie TV, 1 episodio (2017)
- Psych: The Movie, regia di Steve Franks – film TV (2017)
- The Punisher – serie TV, 4 episodi (2019)
- The Resident – serie TV, 9 episodi (2019-2020)
- Infiltrati alla Casa Bianca - White House Plumbers (White House Plumbers) – miniserie TV, puntata 4 (2023)
- Your Friends & Neighbors – serie TV (2025)

### Regista
- Carpool Guy (2005)
- Donna on Demand (2009)
- Dead Air (2009)
- Rust - Ruggine (Rust) (2010)
- Fede e coraggio (25 Hill) (2011)
- 3 Day Test (2012)
- Beyond the Heavens (2013)
- Christian Mingle (2014)

## Doppiatori italiani
Nelle versioni in italiano delle opere in cui ha recitato, Corbin Bernsen è stato doppiato da:
- Saverio Moriones in Mio figlio è vivo, Young Hearts Unlimited, New Age - Nuove tendenze, Psych, Scorpion, Castle
- Stefano Mondini in Across the Line, The Resident (st. 4-6), Infiltrati alla Casa Bianca - White House Plumbers
- Romano Malaspina in The Dentist 2, L.A. Law - Avvocati a Los Angeles (2ª voce)
- Massimo Lodolo in Bentornato fantasma, Rust - Ruggine
- Angelo Nicotra in  L.A. Law - Avvocati a Los Angeles (1ª voce), The Glades
- Massimo Rinaldi in Un amore di collega, Major League II - La rivincita
- Gino La Monica in Best seller di sangue, Onda assassina
- Alessandro Rossi in La banca del seme più pazza del mondo, Seinfeld
- Ennio Coltorti in Hawaii Five-0, Motive
- Luca Ward in Major League - La squadra più scassata della lega
- Augusto Di Bono in Call Me: The Rise and Fall of Heidi Fleiss
- Gianni Giuliano in Your Friends & Neighbors
- Natale Ciravolo in Un amore di collega
- Rino Bolognesi in The Dentist
- Gianni Bertoncin in Two of Hearts
- Sergio Di Giulio ne L'amore arriva dolcemente
- Oliviero Corbetta in Law & Order: Criminal Intent
- Sandro Iovino in Prova schiacciante
- Stefano Valli in The Big Year
- Massimo Corvo in Qualcuno per cui morire
- Oreste Rizzini in Kiss Kiss, Bang Bang[12]
- Antonio Palumbo in Una ragazza a Las Vegas
- Diego Reggente in Criminal Minds
- Gabriele Martini in Billions
- Roberto Fidecaro ne L'amore è complicato
- Mario Bombardieri in The Resident (st. 2-3)
- Eugenio Marinelli ne Il metodo Kominsky
- Alberto Angrisano in Magnum P.I.
- Carlo Valli in City on a Hill
- Gerolamo Alchieri in The Curse